# Квіса
Квіса (нім. Queis, ˈkfisa) — річка на південному заході Польщі, ліва притока Бубра. Довжина річки — 126,8 км, площа басейну — 1026 км².
Починається в Їзерських горах (Нижня Сілезія) на висоті 1020 м, де вона тече вздовж кордону Чехії в Польщу. У підніжжя масиву Смрк повертає на північ і тече через міста Сверадув-Здруй, Мірськ, Грифув-Шльонський, Лесьна, Любань, Новоґродзець та Клічкув. І тільки потім вона впадає в Бубр.